# Moeka Minami
Moeka Minami (南 萌華, Minami Moeka, Saitama, 7 december 1998) is een Japans voetbalster die als verdediger speelt bij Urawa Reds.

## Clubcarrière
Minami begon haar carrière in 2017 bij Urawa Reds.

## Interlandcarrière
Minami nam met het Japans nationale elftal O17 deel aan het WK onder 17 in 2014. Japan behaalde goud op het wereldkampioenschap. Minami nam met het Japans nationale elftal O20 deel aan het WK onder 20 in 2018. Japan behaalde goud op het wereldkampioenschap.
Minami maakte op 2 maart 2019 haar debuut in het Japans vrouwenvoetbalelftal tijdens een wedstrijd om de SheBelieves Cup tegen Brazilië. Zij nam met het Japans elftal deel aan het WK 2019. Ze heeft 10 interlands voor het Japanse elftal gespeeld.

## Statistieken
| Japans vrouwenvoetbalelftal | Japans vrouwenvoetbalelftal | Japans vrouwenvoetbalelftal |
| Jaar                        | Wed.                        | Dlp.                        |
| --------------------------- | --------------------------- | --------------------------- |
| 2019                        | 10                          | 0                           |
| Totaal                      | 10                          | 0                           |